# Individualisation des peines
 (novembre 2024).
L’individualisation des peines, ou personnalisation des peines, est un principe régissant le droit pénal dans certains systèmes juridiques. En vertu de celui-ci, une peine doit nécessairement, lorsqu’elle est prononcée par le juge pénal ou exécutée, prendre en compte les caractéristiques individuelles du coupable et de l’infraction commise : situation socioéconomique, parcours de vie, motivation du geste, compréhension des conséquences de l’acte, regrets éventuels, risque de réitération, gravité particulière découlant du contexte, etc. Elle est un corollaire du principe de nécessité des peines.

## Au Canada
Dans le Code criminel canadien, le principe de l'individualisation des peines est énoncé à l'article 718.1 C.cr : « La peine est proportionnelle à la gravité de l’infraction et au degré de responsabilité du délinquant ». Cette même disposition énonce également le principe de proportionnalité.

## En France
Dans l’ordre juridique français, le principe d’individualisation des peines (dans le cas des délits et des crimes) est reconnu par le Conseil constitutionnel comme découlant de l’article 8 de la Déclaration des droits de l’homme et du citoyen du 26 août 1789 depuis une décision du 22 juillet 2005. Il a ainsi, à ce titre, une valeur constitutionnelle.

### Historique
Jusqu'en 1958, date de la création du juge de l’application des peines, aucune individualisation des peines après leur prononcé n'était prévue en droit français. Seul existait le « quart pénitentiaire », réduction de peine automatique pour le détenu qui avait observé une bonne conduite en détention, accordée par l'administration pénitentiaire.

### Modalités d’individualisation des peines en droit positif
La personnalisation des peines est assurée d’une part par le juge pénal (tribunal correctionnel, cour d’assises ou cour d’appel) au moment du prononcé de la peine en application des articles 132-18 (pour la réclusion criminelle), 132-19 (pour l’emprisonnement), 132-20 (pour les amendes) et 132-21 (pour les peines complémentaires) du code pénal. En principe, le juge pénal détermine librement le montant de l’amende, la durée de l’emprisonnement ou de la réclusion criminelle et les peines complémentaires applicables en-dessous du maximum fixé par la loi. Celle-ci écarte toutefois certaines peines : par exemple, le juge ne peut condamner un prévenu coupable d’un crime à une réclusion d’une durée inférieure à un an, voire deux si la peine encourue était la réclusion criminelle à perpétuité (article 132-18 du code pénal). Il ne peut pas non plus condamner un prévenu coupable d’un délit à une peine d’emprisonnement ferme d’une durée inférieure à un mois (loi de programmation 2018-2022 et de réforme pour la justice)
Le juge pénal peut également recourir à de nombreux modes de personnalisation des peines prévus dans la section 2 du chapitre II du titre III du livre Ier du Code pénal (articles 132-24 et suivant), notamment la semi-liberté, le placement sous surveillance électronique, le fractionnement de la peine, le sursis simple, avec mise à l’épreuve ou assorti d’un travail d’intérêt général, diverses formes d’ajournement, voire la dispense de peine. Il peut enfin prononcer (ou au contraire ne pas prononcer) dans un certain nombre de cas diverses peines complémentaires.
D’autre part, le juge de l’application des peines intervient au cours de l’exécution de la peine pour définir ses modalités effectives : dates de l’exécution, permissions de sortir. Il peut également, sous conditions prévues par la loi, décider d’un aménagement voire d’une modulation à la baisse de la peine fixée par le juge pénal : libération conditionnelle, placement sous l’un ou l’autre des régimes précédemment mentionnés, réduction de peine. En ce cas, le juge prend en compte, outre les éléments relatifs à la situation individuelle du coupable qui avaient déterminé le prononcé de la peine, son comportement pendant l’exécution de la peine notamment en matière de discipline et d’efforts en vue d’une réinsertion.

### Peines plancher
Le principe d’individualisation des peines s’oppose généralement à ce que la loi puisse prévoir des peines automatiques qui découleraient d’une infraction.
Ainsi, les « peines plancher », correspondant à des peines minimales pour certains délits et crimes commis en état de récidive, en vigueur entre 2007 (loi renforçant la lutte contre la récidive des majeurs et des mineurs, dite « loi Dati ») et 2014 (loi relative à l’individualisation des peines et renforçant l’efficacité des sanctions pénales) étaient bien conformes au principe d’individualisation des peines. En effet, elles prévoyaient des dérogations pouvant être prononcées par le juge « en considération des circonstances de l’infraction, de la personnalité de son auteur ou des garanties d’insertion ou de réinsertion présentées par celui-ci » dans le cas d’une récidive simple.
Le principe d’individualisation était toutefois aménagé de façon très stricte pour les cas de récidive sur récidive, la loi prévoyant que le juge ne pouvait déroger au plancher « que si l’accusé présente des garanties exceptionnelles d'insertion ou de réinsertion ». Le Conseil constitutionnel a déclaré cette disposition conforme à la Constitution en considérant que le principe d’individualisation des peines n’impliquait pas nécessairement que la peine soit déterminée par la seule personnalité de l’auteur de l’infraction. Il a en outre reconnu au législateur le pouvoir d’aménager ce principe dans le but d’assurer « une répression effective des infractions ».
Un mécanisme de peine minimale subsiste toutefois pour l’ensemble des crimes, qui ne peuvent donner lieu à une peine inférieure à un an, voire deux ans dans le cas où la peine encourue est la réclusion criminelle à perpétuité.